# Emilio Ballagas
Emilio Ballagas Cubeñas (Camagüey; 7 de noviembre de 1908 - La Habana; 11 de septiembre de 1954) fue un poeta y ensayista cubano de reconocido prestigio en el ámbito literario del siglo XX. Se le considera uno de los más excelentes cultivadores del Neorromanticismo y de la poesía negrista en Cuba.

## Síntesis biográfica
Se graduó de Bachiller en Letras y Ciencias en el Instituto de Segunda Enseñanza de Camagüey, en 1926. Comenzó los estudios de pedagogía en la Universidad de La Habana, en 1928.

### Trayectoria literaria
En 1931 publicó su primer libro: Júbilo y fuga. Más tarde, en 1933, obtuvo el título de Doctor en Pedagogía por la Universidad de La Habana. Ocupó la cátedra de Literatura y Gramática en la Escuela Normal para Maestros de Santa Clara, cargo que desempeñó hasta 1946. En 1934 apareció por primera vez su Cuaderno de poesía negra. Al año siguiente, ocupó el cargo de redactor del periódico La Publicidad, de Santa Clara, hasta 1943. Posteriormente, publicó Elegía sin nombre y ofreció la conferencia «Parábola de la poesía española contemporánea» en la Institución Hispanocubana de Cultura.
Viajó por Francia en 1937, siendo comisionado por la Secretaría de Educación para realizar investigaciones sobre manuscritos de autores americanos conservados en la Biblioteca Nacional de París. Un año después presentó al gran público Nocturno y elegía. La Dirección de Cultura de la Secretaría de Educación de la República de Cuba le otorgó una Mención Honorífica por sus obras Sabor Eterno y Sergio Lifar, el hombre del espacio.
A partir de 1942, trabajó junto con Gastón Baquero, Eliseo Diego, Fina García Marruz y Cintio Vitier, como editor de la revista Clavileño. Tomó parte del ciclo organizado por la Sección de Literatura del Ateneo de La Habana «Los poetas de ayer vistos por los poetas de hoy», con una conferencia sobre José María Heredia. Pronunció dos conferencias en la Asociación Cultural de Católicas: «Ulises de regreso» y «Castillo interior de la poesía».
En 1943 dirigió la revista Fray Junípero. Cuadernos de la vida espiritual.
Obtuvo el título de Doctor en Filosofía y Letras de la Universidad de La Habana, en 1946. Se le otorgó una beca del Institute for the Education of the Blind de Nueva York, institución dedicada a la enseñanza de ciegos. Allí permaneció hasta 1947, aprendió braille y conoció al poeta estadounidense Fred K. Tarrant. Durante su estancia en los Estados Unidos ofreció conferencias en los cursos libres de la Universidad de Columbia y en La Casa Hispánica de Nueva York. El Colegio Nacional de Periodistas lo acreditó con el certificado de Aptitud Periodística Profesional.
En 1947, y hallándose aún en Nueva York, contrae matrimonio civil con Antonia López Villaverde, profesora de la Escuela Normal para Maestros de La Habana, a quien conocía de sus años universitarios, y con quien tuvo un hijo, Manuel Francesco, en 1948.

### Muerte
Muere en La Habana, el 11 de septiembre de 1954, dos meses antes de cumplir 46 años.